# Canthonella jarmilae
Canthonella jarmilae là một loài bọ cánh cứng trong họ Bọ hung (Scarabaeidae).